# Amenano
L'Amenano è un fiume a corso perenne della Sicilia orientale, che sfocia in mare nel golfo di Catania.
Fino alla metà dell'Ottocento esso scorreva in superficie, mentre oggi il suo percorso è sotterraneo e lo sbocco avviene in corrispondenza del Porto di Catania, nei pressi del Giardino "Giovanni Pacini".

## Storia
All'Amenano era associata dai greci, come a tutti i fiumi, una divinità; in alcune monete del V secolo a.C. è presente l'immagine del dio fluviale Amenanos in forma di toro androprosopo e in altre invece è raffigurata una testa giovanile.
Le poche fonti antiche fanno ritenere che scorresse all'aperto, probabilmente diviso in vari bracci e che, almeno, fino al 252 a.C. alimentasse il lago di Nicito.
Secondo quanto riferisce Muhammad al-Idrisi,
(Edrisi, La Sicilia e il Mediterraneo nel Libro di Ruggiero)
Nel Medioevo, quando ancora scorreva in superficie, era chiamato anche Judicello, perché attraversava la zona della giudecca, il quartiere ebraico. Tale denominazione rimase in uso fino al XIX secolo, come evidenziato dalle topografie del tempo.
L'eruzione dell'Etna del 1669 colpì parte della città e seppellì il lago di Nicito e i 36 canali in cui si divideva, alla foce, il fiume Amenano, minacciando di entrare da sud nella città, dopo aver circondato le mura, attraverso la Porta dei canali.
Numerosi punti della città hanno confermato, mediante gli scavi, la presenza del corso del fiume Amenano, la cui portata d'acqua è risultata di oltre una dozzina di litri al secondo.

## Percorso del fiume
Lo studioso Carlo Gemmellaro (1787-1866) affermava che il percorso del fiume Amenano, scendendo verso il mare dalla parte occidentale della città, seguiva la direzione dell'attuale viale Mario Rapisardi fino alla piazza Santa Maria di Gesù, nei cui pressi sorgeva il lago di Nicito, da cui prende nome la via odierna; proseguiva poi lungo l'attuale via Botte dell'acqua, scendendo fino a raggiungere il Monastero dei Benedettini.
Da questo punto in poi si divideva in tre bracci, che scendevano, l'uno verso la Pescheria e la villa Pacini, l'altro verso il Teatro Romano, piazza San Francesco d'Assisi e Piazza del Duomo, infine il terzo sotto il monastero di San Giuliano e le Terme Achilliane.
Questo percorso giustifica perfettamente la localizzazione nelle aree suddette della città antica e greca, in virtù della buona disponibilità di ottima acqua corrente.
Il fiume continua a scorrere, ma tutto nel sottosuolo di Catania ed è chiaramente visibile in piazza Duomo, presso la fontana omonima, sboccando infine in mare nella zona vicina del porto.